# اگوگولو
اگوگولو (به انگلیسی: Agugulu) یک منطقهٔ مسکونی در ایالات متحده آمریکا است که در ساموآی آمریکا واقع شده‌است.

## خصوصیات
اگوگولو ۴۵ نفر جمعیت دارد.